# Люлько Валерія Валеріївна
Вале́рія Вале́ріївна Люлько́ (18 вересня 1999, Луганськ) — українська стрибунка у воду, медалістка чемпіонату Європи. На п'ятому чемпіонаті Європи зі стрибків у воду, що відбувався у Києві у 2017 році, здобула бронзову нагороду у синхроні з Софією Лискун на десятиметровій вишці.